# Taylor Atelian
Taylor Marie Atelian (født 27. marts 1995 i Santa Barbara, USA) er en skuespiller, danser og sanger som lige pt. er i et pige band Pink-E-Swear, hvis første album snart udkommer.
Taylor er kendt som den ældste datter Ruby i TV-serien According to Jim. Taylor dukkede op i Brad Paisley's "Celebrity" musikvideo. Hun har været nomineret i 2006, 2005, 2004, 2003, 2002 til en Young Artist Award for bedste præstation i en TV-serien (According to Jim).
Taylor har trænet tap, ballet og jazz i Rudenko School of Dance og har optrådt i utallige produktioner, herunder Alice in Wonderland, Pinocchio, og Babes in Toyland på Lobero Teater.